# Frank Corrigan
Francis Joseph Corrigan (sinh ngày 13 tháng 11 năm 1952 ở Liverpool, Merseyside) là một cựu cầu thủ bóng đá người Anh thi đấu ở vị trí tiền vệ. Ông trải qua hầu hết sự nghiệp ở Wigan Athletic, đá chính ở mùa giải đầu tiên của câu lạc bộ tại Football League.